# Wolfgang Engel (Mathematiker)

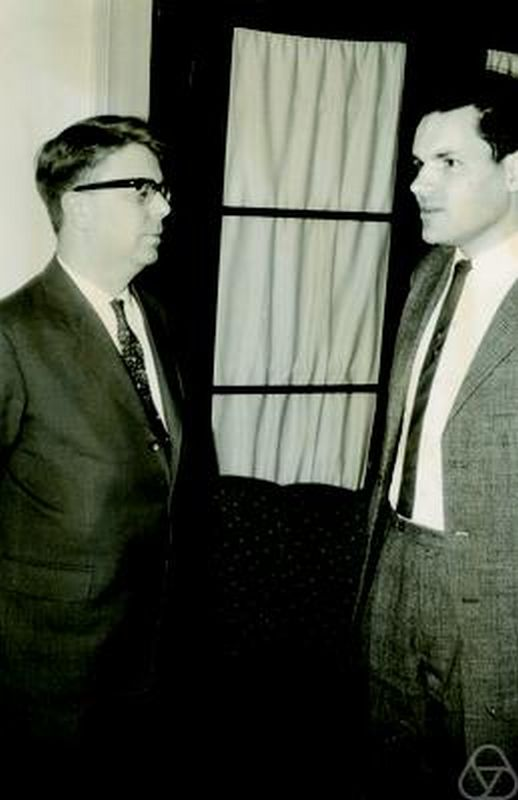
Wolfgang Engel (links) mit Lothar Berg, Rostock 1967

Wolfgang Engel (* 10. April 1928 in Ammendorf; † 5. Oktober 2010 in Rostock) war ein deutscher Mathematiker.

## Leben
Engel studierte ab 1946 Mathematik und Physik in Halle mit der Lehramtsprüfung 1950. 1953 wurde er bei Heinrich Wilhelm Ewald Jung und Ott-Heinrich Keller promoviert (Primteiler Höherer Art im Rationalen Funktionenkörper von n Veränderlichen und ihr Verhalten bei Cremona-Transformationen). 1957 habilitierte er sich in Halle und war dort 1958 Privatdozent. Ab 1959 war er Professor an der Universität Rostock. 1962 bis 1964 und 1990/91 war er Dekan und 1966 bis 1969 Prorektor für Wissenschaftsentwicklung in Rostock. 1993 emeritierte er, nahm aber bis 1997 noch Lehraufträge wahr.
1974 bis 1981 war er Vorsitzender der Mathematischen Gesellschaft der DDR. 1962 bis 1974 betreute er als Vorsitzender des Zentralen Komitees für die Olympiade Junger Mathematiker in der DDR die Mathematik-Olympiade der DDR und war Teamleiter bei der Teilnahme an der Internationalen Mathematikolympiade. 1998 erhielt er den Paul Erdős Award der World Federation of National Mathematics Competitions.
Ab 1974 war er Mitglied der Akademie der Pädagogischen Wissenschaften der DDR. 1983 wurde er Verdienter Lehrer des Volkes und 1969 erhielt er die Ehrennadel der Universität Rostock sowie den Vaterländischen Verdienstorden in Bronze.
Er schrieb eine Geschichte der Mathematik an der Universität Rostock.
Wolfgang Engel war verheiratet mit der Mathematikerin Helga Engel, geb. Schenk. Der gemeinsame Sohn Konrad (* 1956) wurde 1992 Professor für Mathematische Optimierung an der Universität Rostock.

## Schriften
- Mathematische Olympiadeaufgaben mit Lösungen. 2 Bände, Verlag Volk und Wissen 1975 (und Aulis Verlag 1979).
- Mathematik und Mathematiker an der Universität Rostock 1419–2004. Rostocker Mathematisches Kolloquium, Heft 60, 2005 Online (mit Biographie von Engel).
- Ammendorf, von den Anfängen bis zur Gegenwart. 2. Auflage 2001, Selbstverlag Rostock.